# Šerlok Holms
Šerlok Holms (engl. Sherlock Holmes; rođen 1854) je privatni detektiv koji se pojavljuje kao glavni lik u nizu književnih djela britanskog pisca i ljekara Artura Konana Dojla. Holms je čuven po rješavanju slučajeva pažljivim posmatranjem i logičkim zaključivanjem, te se često bavi problemima koji su za druge istražitelje preteški.
Konan Dojl je lik Holmsa stvorio prema svom profesoru s edinburškog medicinskog fakulteta Džozefu Belu (Joseph Bell) koji bi znao na temelju opaženih detalja izvesti zaključke o zanimanju i životu slučajnih prolaznika.

## Profil
U knjigama kao i u filmskim i televizijskim adaptacijama se Holmsov stan nalazi na londonskoj adresi ulica Bejker 221b. Iznajmljuje ga, zajedno sa svojim jedinim prijateljem Dr Džonom Votsonom od gospođe Hadson (Hudsonn), koja u pripovijetkama često donosi telegrame s pozivima u pomoć za slavnog detektiva. Godine 1890. Votson se ženi i odlazi, ostavljajući Holmsa kao jedinog stanara. U stvarnom životu ulica Bejker nije do 1930-ih imala kućne brojeve, pa ni 221B.
Nasuprot Holmsovoj preciznosti i metodičnosti u istragama stoji njegova sklonost neredu u ličnom životu te temperament u kojem se smjenjuju razdoblja neobuzdane energije i potpune melanholije kada često poseže za opijumom. Takođe, pri rješavanju slučajeva ponekad se koristi varkom, majstor je prerušavanja, a katkad ne preže ni pred kršenjem zakona. Važnu ulogu u pronalaženju rješenja redovno igraju sitni tragovi: Holms na primjer razlikuje duvan prema pepelu, a iz veličine otiska cipele dedukuje visinu počinioca.
Njegov cimer i prijatelj Votson se u većini priča pojavljuje kao pripovjedač. Holms se kritično odnosi prema stilu „Votsonovih zapisa“ tražeći više objektivnosti i detalja, a manje uzbuđenja.
U tri priče pojavljuje se Holmsov stariji brat Majkroft (Mycroft), inteligentniji, ali i s manje ambicije. Detektivu ponekad pomažu i ulični dječaci s ulice Bejker. Holmsov najveći protivnik je profesor Morijarti, Napoleon zločina, koji se pojavljuje u dvije priče. U borbi s njim Holms pada niz liticu slapova Rajhenbah (Reichenbach) u Švajcarskoj i umalo gine.

## Detinjstvo i mladost
Eksplicitne detalje o životu Šerloka Holmsa van avantura koje je zapisao dr Votson su retke i daleko u senci originalnih priča Konana Dojla. Bilo kako bilo, pojedini detalji o njegovom ranom životu i široj porodici predstavljaju labavu biografiju detektiva. U priči „Njegov poslednji slučaj“, koja se odvija u avgustu 1914, Holms je opisan kao šezdesetogodišnjak, pa se može zaključiti da je rođen 1854. godine. Međutim, na svom sajtu, Lori R. King daje argument za mlađeg Holmsa, za godinom rođenja između 1863. i 1868. Za datum detektivovog rođenja se obično navodi 6. januar.
Holms kaže da je razvio svoje metode dok je studirao. Doroti L. Sajers predlaže da je, s obzirom na dva detalja u „Avanturama Šerloka Holmsa“, Holms studirao na Kembridžu a ne na Oksfordu. Sajters takođe navodi da je najverovatnije pohađao fakultet Sidni Saseks.
Svoje ranije slučajeve, koje je sprovodio kao amater, Holms je dobijao od svojih kolega sa univerziteta. Prema Holmsu, susret sa ocem jednog njegovog druga dovelo je do otkrića da se njegove sposobnosti mogu profesionalno iskoristiti. On zato provodi šest godina nakon fakulteta kao detektiv konsultant, pre finansijskih poteškoća koje su ga dovele do dr Votsona. Njih dvojica postaju cimeri i u tom trenutku narativa priče počinje.

## Adaptacije
Šerlok Holms je bio inspiracija za nastanak hiljada eseja, pesama, knjiga, pozorišnih komada i filmova. Često ga spominju i citiraju u novinama i magazinima, na televiziji i radiju, pa čak i na internetu. Šerlok Holms spada u književne likove s najvećim brojem adaptacija, što već godinama potvrđuje Ginisova knjiga rekorda. Igralo ga je preko 70 glumaca u više od 200 filmova i serija. Po mnogima najvjernija i najkvalitetnija je TV serija Avanture Šerloka Holmsa snimana od 1984. do 1994. u produkciji britanske Granada Television sa Džeremijem Bretom u glavnoj ulozi.

## Muzej Šerloka Holmsa
Stan u ulici Bejker 221b danas još uvek postoji i još uvek je opremljen tako da izgleda onako kako je izgledao u viktorijansko doba. Unutrašnjost je u potpunosti nameštena onako kako je opisano u romanima. Stan je služio i za snimanje filmova o Holmsu. Posetioci ovog svojevrsnog muzeja mogu da sede u Holmsovoj stolici pored kamina i da poziraju za slikanje, ili u njegovoj spavaćoj sobi. Šerlokove stvari nalaze se na uobičajenom mestu: njegova lupa, violina, lula, hemijska oprema, blok s beleškama i persijske papuče. Spavaća soba doktora Votsona nalazi se na drugom spratu i gleda na malo dvorište iza kuće, dok je soba gospođe Hadson s prednje strane. Ove sobe sadrže lične stvari i privatne papire velikog detektiva, kao i veliki broj eksponata iz romana o njemu. Dnevnik doktora Votsona sadrži rukom pisane beleške i delove čuvenih avantura iz Baskervilskog psa. Izložbena soba na trećem spratu sadrži nov prikaz voštanih figura iz romana. Soba na tavanu, gde su stanari imali običaj da odlažu svoje stvari i kofere, može se takođe posetiti.

## Holms i Niče
Postoji i teza da su mnogi likovi iz Šerloka Holmsa temeljeni na stvarnim ljudima, posebno Fridrihu Ničeu (koji je možda bio model za samog Holmsa i profesora Morijartija) i da ih je Dojl pozajmljivao iz drugih knjiga (što su radili i mnogi drugi autori). Samjuel Rozenberg u djelu Akt je najbolji kostim objašnjava mnoge reference na Ničea u pričama o Holmsu. Postoji i teorija da je Holms utemeljen na osobi koja se zove Džorž Vejl Oven, kolega Dojla i njegov blizak prijatelj.

## Holms, Votson i vatreno oružje
Iako Holms i Votson nekad nose pištolje sa sobom, pucali su iz njih samo u četiri situacije:
- Obojica su pucala na otočana u Znaku četvorice
- Obojica su pucala u Baskervillskom psu
- Votson je pucao u Bakarnim bukvama
- Votson metkom okrzne satnika Sebastijana Morana u Praznoj kući

U Ritualu Masgrejvovih saznajemo da je Holms zid njihovog stana ukrasio s domoljubnim V.R. (Victoria Regina), napravljenim od metaka.
Osim pištolja, Holmes koristi i svoj štap kao oružje:
- Da bi izbio pištolj iz ruke Džona Klaija u Savezu riđokosih
- Da bi odmaknuo zmiju u Šarenoj traci
- Da bi udario zločinca koji je upucao Votsona u Tri Garideba[8]

## Korišćenje droge
Holms povremeno koristi zavisne droge, naročito kad nema stimulativnih slučajeva. On je stalni korisnik kokaina, koji ubrizga u sedam posto slučajeva pomoću posebnog šprica kojeg drži u kožnoj futroli. Holms je takođe povremeni korisnik morfijuma.
„Šerlok Holms — Slučaj zlo“, film iz 2002, opisuje ga kako koristi heroin, iako se to nikada ne pojavljuje u originalnoj priči. Svi ovi lekovi su legalni krajem 19. veka. I Šerlok i Votson su korisnici duvana, uključujući cigarete i lulu. Zaista, Holms je ekspert u identifikaciji ostatka pepela duvana i napisao je monografiju o toj temi.
Votson ne odobrava Holmsu da uzima kokain, govoreći da šteti mentalnom zdravlju i superiornoj inteligenciji. I pored svih ovih upozorenja Holms ostaje zavisnik od kokaina.

## Literatura
- Accardo, Pasquale J. (1987). Diagnosis and Detection: Medical Iconography of Sherlock Holmes. Madison, NJ: Fairleigh Dickinson University Press. ISBN 978-0-517-50291-4.
- Baring-Gould, William (1967). The Annotated Sherlock Holmes. New York: Clarkson N. Potter. ISBN 978-0-517-50291-4.
- Baring-Gould, William (1962). Sherlock Holmes of Baker Street: The Life of the World's First Consulting Detective. New York: Clarkson N. Potter. OCLC 63103488.
- Blakeney, T. S. (1994). Sherlock Holmes: Fact or Fiction?. London: Prentice Hall & IBD. ISBN 978-1-883402-10-5.
- Bradley, Alan (2004). Ms Holmes of Baker Street: The Truth About Sherlock. Alberta: University of Alberta Press. ISBN 978-0-88864-415-2.
- Campbell, Mark (2007). Sherlock Holmes. London: Pocket Essentials. ISBN 978-0-470-12823-7.
- Dakin, David (1972). A Sherlock Holmes Commentary. Newton Abbot: David & Charles. ISBN 978-0-7153-5493-3.
- Duncan, Alistair (2008). Eliminate the Impossible: An Examination of the World of Sherlock Holmes on Page and Screen. London: MX Publishing. ISBN 978-1-904312-31-4.
- Duncan, Alistair (2009). Close to Holmes: A Look at the Connections Between Historical London, Sherlock Holmes and Sir Arthur Conan Doyle. London: MX Publishing. ISBN 978-1-904312-50-5.
- Duncan, Alistair (2010). The Norwood Author: Arthur Conan Doyle and the Norwood Years (1891–1894). London: MX Publishing. ISBN 978-1-904312-69-7.
- Fenoli Marc, Qui a tué Sherlock Holmes ? [Who shot Sherlock Holmes ?], Review L'Alpe 45, Glénat-Musée Dauphinois, Grenoble-France. 2009.  978-2-7234-6902-9.
- Green, Richard Lancelyn (1987). The Sherlock Holmes Letters. Iowa City: University of Iowa Press. ISBN 978-0-87745-161-7.
- Hall, Trevor (1969). Sherlock Holmes: Ten Literary Studies. London: Duckworth. ISBN 978-0-7156-0469-4.
- Hall, Trevor (1977). Sherlock Holmes and his creator. New York: St Martin's Press. ISBN 978-0-312-71719-3.
- Hammer, David (1995). The Before-Breakfast Pipe of Mr. Sherlock Holmes. London: Wessex Pr. ISBN 978-0-938501-21-3.
- Harrison, Michael (1973). The World of Sherlock Holmes. London: Frederick Muller Ltd.
- Jones, Kelvin (1987). Sherlock Holmes and the Kent Railways. Sittingborne, Kent: Meresborough Books. ISBN 978-0-948193-25-5.
- Keating, H. R. F. (2006). Sherlock Holmes: The Man and His World. Edison, NJ: Castle. ISBN 978-0-7858-2112-0.
- Kestner, Joseph (1997). Sherlock's Men: Masculinity, Conan Doyle and Cultural History. Farnham: Ashgate. ISBN 978-1-85928-394-3.
- King, Joseph A. (1996). Sherlock Holmes: From Victorian Sleuth to Modern Hero. Lanham, US: Scarecrow Press. ISBN 978-0-8108-3180-3.
- Klinger, Leslie (2005). The New Annotated Sherlock Holmes. New York: W.W. Norton. ISBN 978-0-393-05916-8.
- Klinger, Leslie (1998). The Sherlock Holmes Reference Library. Indianapolis: Gasogene Books. ISBN 978-0-938501-26-8.
- Knowles, Christopher (2007). Our Gods Wear Spandex: The Secret History of Comic Book Heroes. San Francisco: Weiser Books. ISBN 978-1-57863-406-4.
- Lester, Paul (1992). Sherlock Holmes in the Midlands. Studley, Warwickshire: Brewin Books. ISBN 978-0-947731-85-4.
- Lieboe, Eli (2007). Doctor Joe Bell: Model for Sherlock Holmes. Madison, Wisconsin: University of Wisconsin Press. ISBN 978-0-87972-198-5.
- Mitchelson, Austin (1994). The Baker Street Irregular: Unauthorised Biography of Sherlock Holmes. Romford: Ian Henry Publications Ltd. ISBN 978-0-8021-4325-9.
- Payne, David S. (1992). Myth and Modern Man in Sherlock Holmes: Sir Arthur Conan Doyle and the Uses of Nostalgia. Bloomington, Ind: Gaslight's Publications. ISBN 978-0-934468-29-9.
- Redmond, Christopher (1987). In Bed with Sherlock Holmes: Sexual Elements in Conan Doyle's Stories. London: Players Press. ISBN 978-0-8021-4325-9.
- Redmond, Donald (1983). Sherlock Holmes: A Study in Sources. Quebec: McGill-Queen's University Press. ISBN 978-0-7735-0391-5.
- Rennison, Nick (2007). Sherlock Holmes. The Unauthorized Biography. London: Grove Press. ISBN 978-0-8021-4325-9.
- Richards, Anthony John (1998). Holmes, Chemistry and the Royal Institution: A Survey of the Scientific Works of Sherlock Holmes and His Relationship with the Royal Institution of Great Britain. London: Irregulars Special Press. ISBN 978-0-7607-7156-3.
- Riley, Dick (2005). The Bedside Companion to Sherlock Holmes. New York: Barnes & Noble Books. ISBN 978-0-7607-7156-3.
- Riley, Peter (2005). The Highways and Byways of Sherlock Holmes. London: P.&D. Riley. ISBN 978-1-874712-78-7.
- Roy, Pinaki (Department of English, Malda College) (2008). The Manichean Investigators: A Postcolonial and Cultural Rereading of the Sherlock Holmes and Byomkesh Bakshi Stories. New Delhi: Sarup and Sons. ISBN 978-81-7625-849-4.
- Sebeok, Thomas; Umiker-Sebeok, Jean (1984). „'You Know My Method': A Juxtaposition of Charles S. Peirce and Sherlock Holmes”.  Ур.: Eco, Umberto; Sebeok, Thomas. The Sign of Three: Dupin, Holmes, Peirce. Bloomington, IN: History Workshop, Indiana University Press. стр. 11—54. ISBN 978-0-253-35235-4. OCLC 9412985. Previously published as chapter 2, pp. 17–52 of Sebeok, Thomas (1981). The Play of Musement. Bloomington, IN: Indiana University Press. ISBN 978-0-253-39994-6. LCCN 80008846. OCLC 7275523.
- Shaw, John B. (1995). Encyclopedia of Sherlock Holmes: A Complete Guide to the World of the Great Detective. London: Pavilion Books. ISBN 978-1-85793-502-8.
- Smith, Daniel (2009). The Sherlock Holmes Companion: An Elementary Guide. London: Aurum Press. ISBN 978-1-84513-458-7.
- Sova, Dawn B. (2001). Edgar Allan Poe: A to Z (Paperback изд.). New York: Checkmark Books. ISBN 978-0-8160-4161-9.
- Starrett, Vincent (1993). The Private Life of Sherlock Holmes. London: Prentice Hall & IBD. ISBN 978-1-883402-05-1.
- Tracy, Jack (1988). The Sherlock Holmes Encyclopedia: Universal Dictionary of Sherlock Holmes. London: Crescent Books. ISBN 978-0-517-65444-6.
- Tracy, Jack (1996). Subcutaneously, My Dear Watson: Sherlock Holmes and the Cocaine Habit. Bloomington, Ind.: Gaslight Publications. ISBN 978-0-934468-25-1.
- Wagner, E. J. (2007). La Scienza di Sherlock Holmes. Torino: Bollati Boringheri. ISBN 978-0-470-12823-7.
- Weller, Philip (1993). The Life and Times of Sherlock Holmes. Simsbury: Bracken Books. ISBN 978-1-85891-106-9.
- Wexler, Bruce (2008). The Mysterious World of Sherlock Holmes. London: Running Press. ISBN 978-0-7624-3252-3.

## Spoljašnje veze
- The Sherlock Holmes Museum .
- Baker Street Dozen Šerlok Holms u knjigama, filmovima i ostalim medijima
- The Complete Sherlock Holmes Svih 56 kratkih priča i četiri romana, sa originalnim ilustracijama iz časopisa
- Bert Coules' website (BBC Radio 4 canonical and original stories, 1989-2004)
- Otkrijte Šerloka Holmsa na Stenford Univerzitetu
- Sherlock Holmes Special Collections
- Sounds of the Baskervilles BBC Radio 4 programme on Holmes and music
- Sherlock Holmes radio dramas Audio drame adaptirane iz originalnih tekstova. (U javnom vlasništvu)